# 喜之郎
喜之郎，全称广东喜之郎集团有限公司是中国的一家休闲食品公司，以果冻著名。公司成立于1993年，总部位于广东省深圳市南山区。

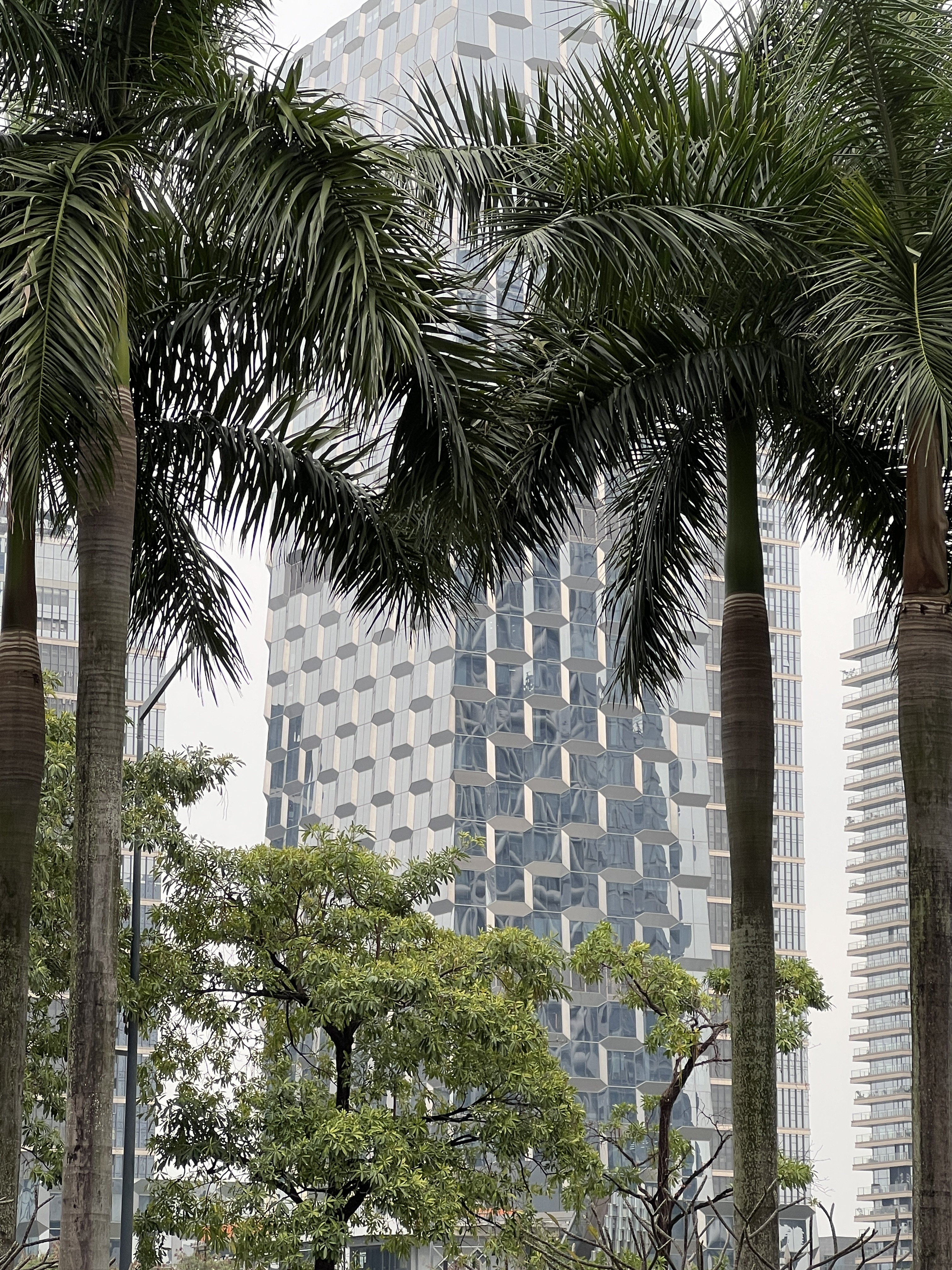
喜之郎位于深圳南山区的总部大楼

## 名称
为英文“Strong”音译。

## 历史
1993年，毕业于上海水产大学的李永军与兄弟李永良、李永魁筹集了40万元资金，于在深圳宝安成立了喜之郎公司，进入果冻行业。
1996年，喜之郎在中国中央电视台大量投放广告，成功将“果冻布丁喜之郎”的广告词植入人心。
1998年，喜之郎推出“水晶之恋”果冻，借助电影《泰坦尼克号》的热度，通过贴片广告和浪漫的营销策略，巩固了品牌在年轻消费者中的地位。
1999年，喜之郎推出可吸食的“CICI果冻爽”，结合了传统果冻与冷饮的口感，受到市场欢迎。
2005年，喜之郎进军海苔市场，推出“美好时光”海苔。
2007年，喜之郎推出优乐美奶茶，邀请周杰伦代言。
2014年，喜之郎的销售规模达到85亿元。